# Graß (Regensburg)

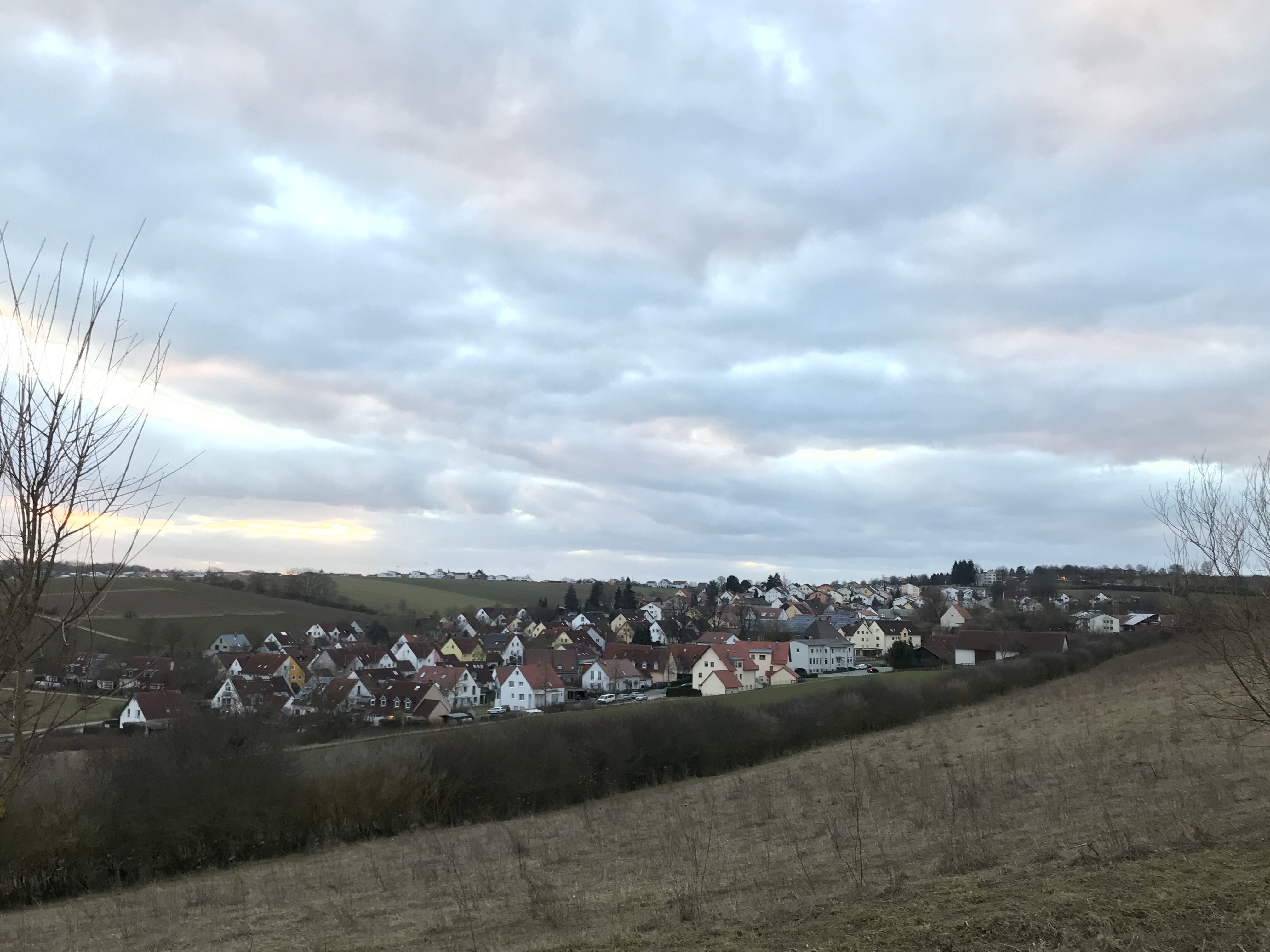
Blick auf Graß von Osten (Parkplatz des Universitätsklinikums Regensburg)

Graß ist ein Kirchdorf im Stadtbezirk 13 Oberisling-Leoprechting-Graß der Stadt Regensburg, Bayern, auf der gleichnamigen Gemarkung. Der ehemals dörfliche Charakter des Ortes hat sich nach Erbauung und Inbetriebnahme der nordöstlich benachbarten Universität Regensburg und dem Universitätsklinikum Regensburg in den Jahren nach 1970 verloren. Die Attraktivität als Wohnort hat aber besonders mit dem Anschluss des Ortes an die Stadtbuslinien zugenommen.

## Lage
Graß liegt in einer West-Ost-Senke, der sogenannten Graßer Mulde, die den von West nach Ost verlaufenden Höhenzug des Ziegetsberges südlich über ca. 6 km begleitet. Die Senke beginnt im Westen bei Pentling und läuft im Osten bei Burgweinting in der Donauebene aus.

## Geschichte
Von 1120 bis 1271 war Graß im Besitz des Geschlechts der Grazze, mit dem am frühesten genannten Luitwin von Grazze (Luitwinstraße). So war auch die älteste Schreibweise des Ortsnamens Grazze, was so viel heißt wie ‚Buschwerk, Gebüsch.‘
Um 1335 gingen die inzwischen errichtete Burg Graß sowie Grund und Güter in den Besitz der Regensburger Patrizierfamilie Löbl über. An diese Familie erinnern zwei Wappensteine am Gewölbeansatz der Kirche. 1396 wurde die Hälfte des Besitzes an die Familie Auer abgetreten.
Anfang des 15. Jahrhunderts untersteht der Ort Graß dem Deutschen Orden. Eine Fehde um 1425 zwischen den Rittern des Deutschen Ordens und dem Sohn des Vizedoms (Statthalter) von Straubing, Emmeram Nothaft, brachte schwere Zeiten für den Ort. Nach der Eroberung der Burg war Graß schutzlos, Bauernhöfe wurden geplündert und viele Bauern wurden gefangen genommen.
Während des Dreißigjährigen Krieges um 1633/34 versank die Burg in Trümmer und wurde danach nicht wieder aufgebaut. Dagegen blieb die kleine Kirche erhalten und wurde 1689 von den Deutschherren mit einer fast 2 Meter dicken Südmauer als Wehrkirche ausgebaut. Der Altar stammt aus der Kirche St. Emmeram und wurde von Abt Anselm Godin gestiftet.
Mit der Säkularisation um 1803 musste der Deutschen Orden abtreten, und Graß ging in den Besitz
der königlichen Landesdirektion München über. Die 16 Bauern von Graß, bis dahin Untertanen des
Deutschen Ordens, kauften die Grundstücke für 12.768 Gulden zurück und entschlossen sich, Feld- und
Waldbestand gemeinsam zu nutzen. Für die Nutzung musste ein jährlicher Zins nach München entrichtet und für den Erhalt der Schlosskapelle St. Michael gesorgt werden. In dem Vertrag werden einige Graßer Flurnamen genannt: Gschwändholz, Brandholz, Frauenschlagl, Pflegerwiese, alter Schlag, Birkenschlag, und Holzwiese.
1818 entstand mit dem bayerischen Gemeindeedikt die Gemeinde Graß. Im 19. Jahrhundert war Graß ein bei der Bevölkerung von Regensburg sehr beliebter Ort für Tagesausflüge von Familien aus Regensburg, der vom Historiker und Mundartforscher Joseph Rudolph Schuegraf mit den Worten gepriesen wurde: „Oh glückliches Thal, wo man ungestört vom Gewühle und Treiben der Stadt, seinen Sorgen sich entladend, einmal einen Tag sich selbst leben kann“.
Am 1. Januar 1970 wurde die 416,35 Hektar große Gemeinde Graß, bestehend aus dem Kirchdorf Graß und dem Dorf Leoprechting im Zuge der Gebietsreformen und wegen der Planungen zum Bau des Universitätsklinikums mit der Nachbargemeinde Oberisling zusammengefasst. Am 1. Januar 1977 wurden die vereinten Gemeinden in die Stadt Regensburg eingemeindet.

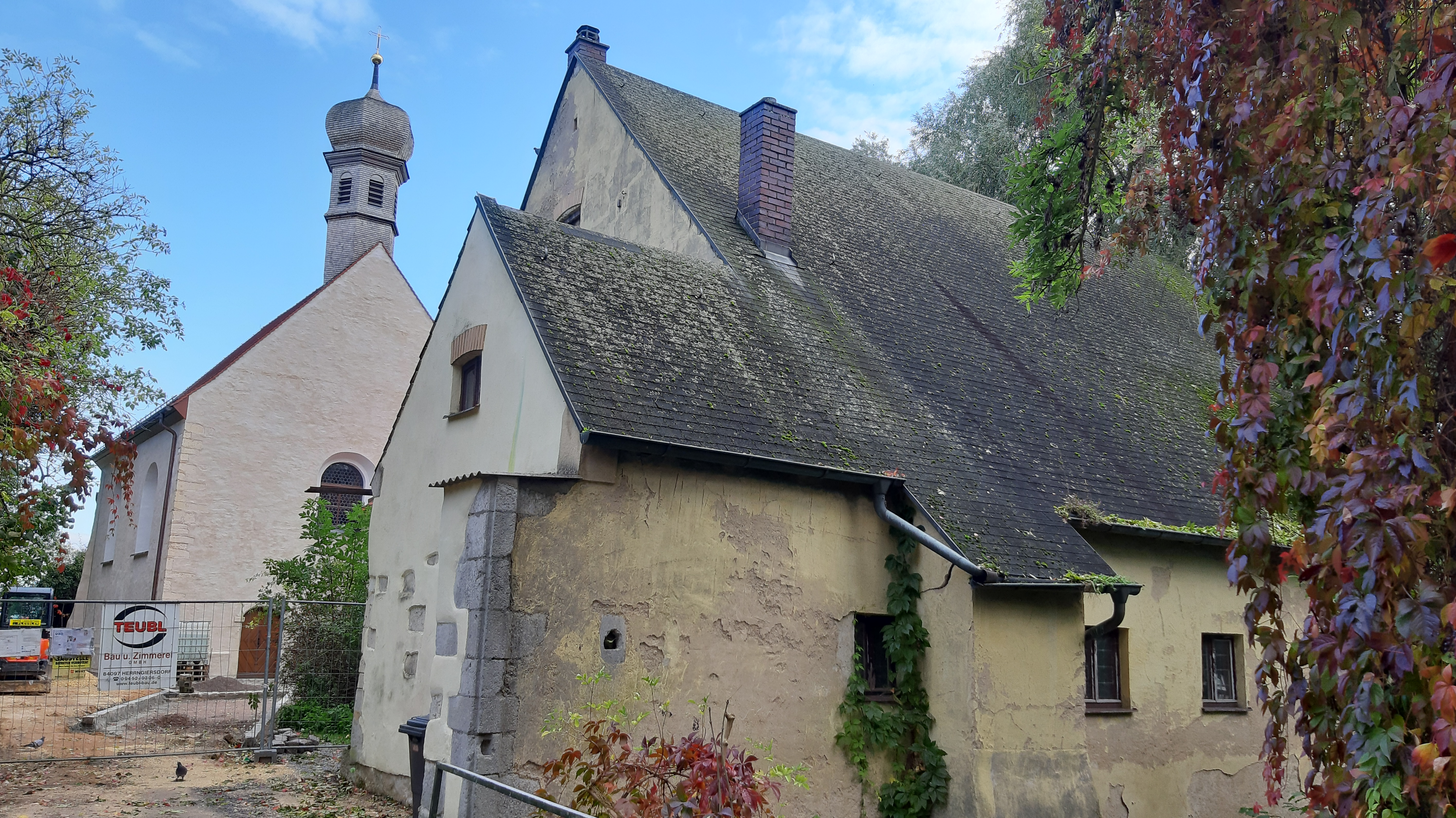
Schlosskapelle 2019

## Kirche
- ehemalige Schlosskapelle und heutige Nebenkirche St. Michael